# Дејан Недић
Дејан Недић (24. јун 1965) јесте бивши међународни фудбалски судија, директор Друге економске школе у Београду од 2008. године, и стручни судијски сарадник на РТС-у. По струци је професор статистике — дипломирани економиста.

## Биографија
Рођен је 24. јуна 1965. године. У Београду је завршио Другу економску школу у којој је од 2008. године директор. До једанаесте године се бавио ватерполом, где је играо на позицији голмана. Имао је тешку повреду руке, после чега годину дана није играо ватерполо. Покушао је са фудбалом, али се није снашао, па је са 16/17 година пријавио на курс за суђење пошто је био фан суђења у Југославији. Од осамнаесте године је у фудбалском суђењу, а судио је углавном као линијски судија и у домаћим првенствима, и у иностранству.
Иако је као дечак играо ватерполо за Партизан, за себе каже да је ватрени навијач Црвене звезде, и да вероватно због тога није судио Вечити дерби. Лично је присуствовао финалу Купа европских шампиона 1991. године у Барију. Јавност је сазнала да је Звездаш пошто је судио на утакмици поводом десете годишњице освајања Купа европских шампиона, а тамо су били присутни искључиво навијачи тог клуба.
Последња утакмица на којој је судио је била утакмица између Швајцарске и Луксембурга одиграна 10. септембра 2008. године, на квалификацијама за Светско првенство у фудбалу 2010. Луксембург је победио са 2:1, што им је била једна од ретких победа.

## Судијски аналитичар
У једном интервјуу за Телеграф је рекао да је, након што је хрватски судија Матео Беусан у једној емисији рекао да је судија Феликс Брих исправно поступио тиме што није свирао пенал за Србију против Швајцарске на светском првенству 2018, лично контактирао HRT са намером да добије његов број и каже му како греши. Беусан је једини од гостију у студију мислио да није било пенала, и да га он не би никад судио. Телевизија му није дала број, али га је Недић ипак некако добио, и чуо се са Беусаном, кога је по својим речима доста поштовао као судију. Током разговора му је он рекао да ће демантовати своје мишљење ако судијска комисија да јавно саопштење да је Брих погрешио. Пре позива је Недић добио информацију од тима Милорада Мажића, који су чинили Далибор Ђурђевић и Милован Ристић, да судска комисија није задовољна Бриховим радом. Касније му је од Матеа Беусана стигла порука да ће бити пуштен деманти, али Недића нису укључили у емисију.
На Светском првенству у фудбалу 2022. на РТС-у анализира и спорне ситуације у склопу емисије Бисер пустиње, која се емитује после задње утакмице на првенству тог дана. На утакмици Еквадор - Сенегал у групи А, у којој је Сенегал победио са 2:1, приметио је да при датом голу Еквадор није правилно извео корнер, пошто лопта није била на полукругу код корнер заставице, већ испред. По правилу би гол требао бити поништен, а корнер поново изведен, мада је и он рекао да пар центиметара при извођењу не би много променила, и да би вероватно Еквадор свакако дао гол. Ивица Илијев је рекао да то можда и не би био случај, пошто некад и центиметри одлучују, а на крају је Јован Мемедовић додао да ни VAR није успео да пронађе ту нерегуларност при голу.